# Eotrichocolea polycantha
Eotrichocolea polycantha là một loài rêu tản trong họ Trichocoleaceae. Loài này được (Hook. f. & Taylor) Hamlin miêu tả khoa học lần đầu tiên năm 1972.